# Riveli di beni ed anime
I riveli di beni ed anime sono documenti d'archivio siciliani che riportano dichiarazioni dei capofamiglia sui beni e i componenti della famiglia, datati tra il XVI e il XIX secolo.
Si tratta di un'importante fonte documentaria per la descrizione della storia siciliana. Il primo di questi documenti risale al 1505 e si sono succeduti ad intervalli più o meno regolari fino al 1831.
I documenti sono conservati principalmente nell'archivio di Stato di Palermo. Contengono le dichiarazioni (o memoriali) dei capifamiglia, comprendenti i dati sulla composizione della famiglia e sui beni stabili (case, terreni), beni mobili (animali, crediti) e gravezze (debiti, affitti) con i relativi valori in onze. 
I riveli erano utilizzati per calcolare i donativi che ogni università doveva versare alle casse del Regno di Sicilia.
Nella ricostruzione di un albero genealogico, possono sostituire i registri parrocchiali qualora siano andati distrutti.
Questo strumento introdotto dopo il Concilio di Trento ha però alcuni limiti riguardo ai battesimi non registrati in caso di infanti nati morti e in caso di morte di donne incinte.	
I riveli o censimenti furono eseguiti con intervalli diversi nei seguenti anni: 1505, 1548, 1569-70, 1583, 1593, 1606, 1616, 1623-24, 1636, 1651, 1681 1714, 1747-56, 1806 e del 1831. Il primo censimento unitario fu effettuato nel 1861. I riveli di beni e di anime hanno prodotto fondi documentari redatti inizialmente dal Tribunale del Real patrimonio e successivamente dalla Deputazione del Regno di Sicilia a conclusione del lavoro di controllo.
I dati relativi ai fuochi sono sostanzialmente molto vicini alla realtà, invece per i dati relativi ai dati patrimoniali (buoi, cavalli, vacche, beni immobili e mobili) vi sono senza dubbio raggiri e occultamenti (come l'affidamento delle proprietà presso qualche parente appartenente al clero). 
La documentazione presenta anche varie contraddizioni soprattutto all'indomani degli eventi catastrofici che hanno colpito l'isola, ma nonostante queste piccole distorsioni abbiamo delle informazioni molto aderenti alla realtà.	